# 奧斯特利公園
奧斯特利公園（Osterley Park）是位於英國倫敦西部郊區豪恩斯洛倫敦自治市的一個莊園，及其所在的同名公園。莊園是英國一級登錄建築。在莊園修建當時，這裡還曾是農村地區，但現在已成為倫敦市區的一部分。莊園始建於1570年代。

## 外部連結
- Osterley Park information at the National Trust （页面存档备份，存于）
- Aerial photo and map （页面存档备份，存于）
- Flickr images tagged Osterley Park （页面存档备份，存于）
- A Brief History of Osterly Park （页面存档备份，存于） by the Dowager Countess of Jersey, 1920